# 보티다
보티다(Bottidda, 사르데냐어: Bòtidda)는 이탈리아 사르데냐주 사사리도에 있는 코무네이다. 칼리아리에서 북쪽으로 약 130 킬로미터 (81 mi), 사사리에서 남동쪽으로 약 50 킬로미터 (31 mi) 떨어져 있다.
보티다는 다음 코무네와 접한다: 보노, 보노르바, 부르고스, 에스포를라투, 일로라이, 오로텔리.